# NGC 7387
NGC 7387 est une galaxie lenticulaire située dans la constellation de Pégase. Cette galaxie a été découverte par l'astronome irlandais R. J. Mitchell  en 1856. Sa vitesse par rapport au fond diffus cosmologique est de 6 750 ± 28 km/s, ce qui correspond à une distance de Hubble de 99,6 ± 7,0 Mpc (∼325 millions d'al).
À ce jour, une seule mesure non basée sur le décalage vers le rouge (redshift) donne une distance d'environ 79,800 Mpc (∼260 millions d'al). Cette valeur est nettement à l'extérieur des valeurs de la distance de Hubble. Notons que c'est avec la valeur moyenne des mesures indépendantes, lorsqu'elles existent, que la base de données NASA/IPAC calcule le diamètre d'une galaxie et qu'en conséquence le diamètre de NGC 7387 pourrait être d'environ 35,4 kpc (∼115 000 al) si on utilisait la distance de Hubble pour le calculer.

## Groupe WBL 688

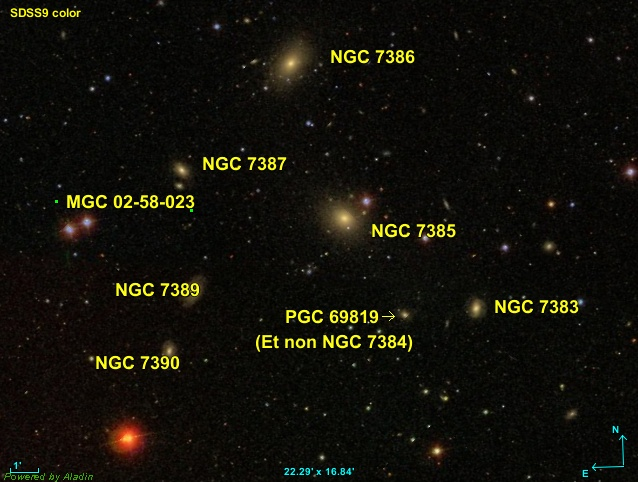
Plusieurs galaxies dans cette région du ciel forment peut-être un groupe de galaxies.

Un catalogue de 732 groupes de galaxies rapprochés et pauvres en membres a été publié en mai 1999 par Richard A. White, Mark Bliton, Suketu P. Bhavsar, Patricia Bornmann, Jack O. Burns, Michael J. Ledlow et Christen Loken. La désignation employée pour les groupes de ce catalogue est WBLxyz-abc, où xyz correspond au numéro du groupe et abc à celui de la galaxie. Cependant, cette identification abc de la galaxie est souvent absente. Le catalogue indique aussi les coordonnées du groupe et le nombre de membres de celui-ci.
Comme le montre l'image du relevé SDSS, il y a plusieurs galaxies dans la même région de la sphère céleste que NGC 7387. Les distances de Hubble de ces galaxies sont :
- NGC 7383 : 111,58 ± 7,82 Mpc (∼364 millions d'al)[7]
- NGC 7385 : 110,31 ± 7,73 Mpc (∼360 millions d'al)[8]
- NGC 7386 : 102,51 ± 7,19 Mpc (∼334 millions d'al)[1]
- NGC 7387 : 99,55 ± 6,98 Mpc (∼325 millions d'al)[1]
- NGC 7389 : 111,58 ± 7,84 Mpc (∼364 millions d'al)[9]
- NGC 7390 : 117,58 ± 8,24 Mpc (∼383 millions d'al)[10]
- PGC 69835 : 108,96 ± 7,69 Mpc (∼355 millions d'al)[11]
- PGC 69819 : 102,46 ± 7,19 Mpc (∼334 millions d'al)[12]

En consultant la base de données NASA/IPAC, on se rend compte que toutes ces galaxies, sauf la dernière, font partie du groupe WBL 688. Les distances de ces huit galaxies se trouvent toutes à l'intérieur des limites de 108,1 ± 6,0 Mpc (∼353 millions d'al), la moyenne et l'écart type des distances de ces galaxies. Ces galaxies pourraient donc former un groupe de galaxies de huit membres. Cependant, l'article de White et al. mentionne que ce groupe renferme seulement six galaxies et malheureusement, la désignation de celles-ci n'est pas identifiée.